# Años 800
Los años 800 o década del 800 empezó el 1 de enero del 800 y terminó el 31 de diciembre del 809. 

## Acontecimientos
- Primera mención del nombre de Castilla.
- Carlomagno es coronado emperador de Occidente en Roma por el papa León III el día de Navidad
- Escocia: Monjes celtas empiezan a escribir el Libro de Kells en la isla de Iona.
- Según los cálculos del historiador jerosolimitano Sexto Julio Africano (160-240), si el fin del mundo no sucedía en el año 500 sucedería en el 800.
- Según los cálculos del religioso galorromano Gregorio de Tours (538-594) el fin del mundo sucedería entre el 799 y el 806.
- Barcelona se rinde ante las tropas de Ludovico Pío. Los territorios de la futura Cataluña son incorporados al Imperio carolingio, firmando un tratado con los musulmanes, mediante el cual se compromete a no extender sus fronteras más allá del río Llobregat.
- En Spoleto (Italia), un terremoto hace caer techos de iglesias en Roma.
- En septiembre se desencadena una revuelta nobiliaria que obliga al rey Alfonso II de Asturias a retirarse al monasterio de Ablaña, tal vez secuestrado. La intervención de un grupo de aristócratas afines a su causa, capitaneados por Teudano, logra que le sea restituido el trono.
- En Barcelona (Cataluña) los francos entran solemnemente y proclaman a Bera como primer conde de Barcelona.
- En Uzbekistán se desata una revuelta contra los invasores árabes.
- Llega a un puerto de Italia ―durante su trayecto hasta Alemania― el elefante Abul-Abbas, el primero en llegar al norte de Europa.
- Una etnia hablante de bantú se establece por primera vez en la actual Zambia (fecha aproximada).
- Ibrahim I ibn Aglab, se proclama emir de los aglabíes en Ifriquiya.
- Los arahuacos se establecen por primera vez en la isla de Barbados (fecha aproximada).
- Comienzo de la era Mississipiana en Centroamérica.
- Los maoríes empiezan a emigrar a Nueva Zelanda (fecha aproximada).
- En la Java central, los shailendra hacen construir el santuario de Borobudur.